# Колесник Микола Пилипович
Микола Пилипович Колесник (нар. 1907, село Ризине Уманського повіту Київської губернії, тепер Звенигородського району Черкаської області — ?) — український радянський діяч, новатор виробництва, формувальник Харківського тракторного заводу імені Серго Орджонікідзе. Депутат Верховної Ради СРСР 1-го скликання.

## Біографія
Народився в бідній селянській родині. Освіта початкова. З 1920 року наймитував, працював у сільському господарстві.
У 1924—1925 роках — стрілочник Щербинівського рудоуправління Донбасу. У 1925—1928 роках — коногон Горлівського рудоуправління Донбасу. З 1928 року — вибійник шахти «Марія» і рудників № 1 та № 5 Горлівського рудоуправління.
З 1929 до 1931 року служив у Червоній армії.
З 1931 року — робітник, формувальник, бригадир формувальників ливарного цеху Харківського тракторного заводу імені Серго Орджонікідзе. Стахановець, новатор виробництва. Кандидат у члени ВКП(б) з 1932 року.
У 1937 році був членом Центральної виборчої комісії із виборів депутатів Верховної Ради СРСР 1-го скликання.
Член ВКП(б) з 1938 року.
На 1938—1939 роки — студент Української промислової академії імені Сталіна.